# Dormi amore, la situazione non è buona
«Dormi amore, la situazione non è buona» (с итал. — «Спи, родная, ситуация плохая») — сороковой студийный альбом известного итальянского певца и киноактёра Адриано Челентано, который был выпущен 23 ноября 2007 года лейблом Ariola Records.
Данный альбом Челентано записал и выпустил незадолго до своего семидесятилетнего юбилея. Диск является его пятой и последней совместной работой с композитором Джанни Белла и поэтом-песенником Джулио Моголом. Они сотрудничали с 1999 года, с момента выхода альбома Io non so parlar d’amore.
На диске присутствуют композиции, сочинённые и другими авторами — так, одну из песен написал рэпер Неффа. В создании альбома приняли участие известные музыканты: для записи «Hai bucato la mia vita» Челентано пригласил пианиста и композитора Лудовико Эйнауди, а для записи композиции «Anna Magnani» — саксофониста Стефано Ди Баттиста и его квартет. Также над альбомом работал американский сессионный барабанщик Винни Колаюта.
31 октября 2007 года в газете Corriere della Sera появилась статья, посвящённая выходу первого сингла с альбома, «Hai bucato la mia vita». Он вышел 1 ноября 2007 года. Кроме этой композиции ещё три песни были выпущены отдельно в качестве цифровых синглов — «Dormi amore», «Aria… non sei più tu» и «Fiori». На одну из этих песен был снят музыкальный видеоклип.

## Музыка и тематика песен
Основная тематика композиций — любовь, социальные проблемы и ностальгия. В своём интервью изданию La Repubblica Челентано так охарактеризовал свою работу: «Основной посыл альбома — „ситуация не в порядке“. Человечеству угрожает серьёзная опасность — мир переживает момент тотального безразличия, это происходит по вине правительства и телевидения, которое даёт неправильную информацию».
Музыка альбома представлена такими музыкальными направлениями, как симфонический рок, румба, итальянский шансон, блюз и баллада. В песнях также присутствуют длительные инструментальными проигрыши (фортепиано, аккордеон, саксофон, электрогитара).
Открывает альбом печальная композиция «Hai bucato la mia vita», которая повествует о «закончившейся любви» (с итал. — «Ты разбила мою жизнь»). Песня начинается мягко, но затем постепенно переходит в крещендо и становится всё более драматичной благодаря хору.
Второй трек — это композиция «Aria… non sei più tu» (с итал. — «Воздух… это больше не ты»), музыку к которой написал композитор Даниель Вулетич, а текст — рэпер Джованотти. Она является своеобразным продолжением песни «Il ragazzo della via Gluck», написанной сорока годами ранее. Композиция посвящена экологическим проблемам, а также недобросовестности правительства. 22 апреля 2008 года «Aria… non sei più tu» стала заглавной темой Дня Защиты Земли в Италии — на итальянском телеканале Sky периодически транслировался социальный видеоролик об экологических проблемах, саундтреком которого послужила данная песня.
Одна из «жемчужин нового диска» — песня ушедшего из жизни композитора Доменико Модуньо, которая называется «Ragazzo del sud» (с итал. — «Парень с юга»). Эта песня 1972 года, она довольно часто исполнялась Модуньо, однако никогда не записывалась. В одном из своих интервью Челентано по поводу этой песни сказал следующее:

Тридцать пять лет назад Модуньо написал и пел:
На улицах Турина
полиция и преступники.
Все одной породы,
все они дети нужды,
безнадёжного юга,
солнца, моря и поэзии,
или бандиты на дороге,
или новобранцы в полиции.
Оригинальный текст (итал.)
Per le strade di Torino 

polizia e malviventi 

sono tutti di una razza 

sono figli degli stenti 

meridione disperato 

sole, mare e poesia 

o banditi per le strade 

o arruolati in polizia!
О чём это говорит? О том, что ничего не меняется, что мы не движемся вперёд. Что нового в том, что люди привыкли к насилию? Для тридцати убитых в Багдаде это уже давно не новость.— Челентано
Я просто не могла поверить в то, что сам Челентано попросил меня написать для него песню! Для меня это было так же ошеломляюще, как если бы ко мне в окно постучался Питер Пэн и предложил улететь в сказку. Этот человек — легенда, постучавшая в мою дверь.
Альбом включает в себя композицию, посвящённую известной киноактрисе Анне Маньяни. В её записи принял участие саксофонный квартет Стефано Ди Баттиста. Музыку к этой песне написала популярная молодая певица Кармен Консоли (итал. Carmen Consoli).
Последний трек альбома, «Extra», не является самостоятельной песней, а представляет собой попурри из некоторых фрагментов предыдущих композиций. Подобным образом оканчивались и некоторые предыдущие альбомы певца — например, Soli и Esco di rado e parlo ancora meno.

## Телевидение

Кадр из телепередачи. Челентано записывает композицию «Dormi amore»

### «С моей Сестрой не всё в порядке»
26 ноября 2007 года на итальянском телеканале Rai 1 вышло шоу Адриано Челентано — La situazione di mia Sorella non è buona. Программа была снята в студии звукозаписи, построенной в аудитории RAI в Милане. В передаче был инсценирован процесс записи альбома, а также поднята тема атомных электростанций и проблем, связанных с этой отраслью энергетики. Название передачи — «С моей Сестрой не всё в порядке» — является цитатой из песни «La situazione non è buona», где под «Сестрой» подразумевается планета Земля, по аналогии со знаменитым «Гимном творений» (итал. Cantico delle Creature) Святого Франциска. В рамках этого шоу Челентано спел четыре песни из нового альбома. В программе приняли участие такие знаменитости, как журналист Фабио Фацио, певица Кармен Консоли, Джанни Белла, Могол, актриса Лаура Кьятти, певец Трикарико, пианист Лудовико Эйнауди и саксофонист Стефано Ди Баттиста.
Рейтинг программы был довольно успешным — её посмотрело 11 миллионов человек со средней долей 39,01 %.

### «Fiori»
В 2008 году на песню «Fiori» (с итал. — «Цветы») под режиссурой Асканио Малгарини (итал. Ascanio Malgarini) был снят мультипликационный видеоклип. Сюжет клипа рассказывает о бегстве с Земли на Луну инопланетянина, который унёс с собой цветок, каким-то образом выросший из земли — высохшей и разрушенной. Реальные сцены, снятые в Пентедаттило, в провинции Реджо-Калабрия, покинутом после разрушительного землетрясения 1783 года, были соединены с компьютерными сценами.
Клип вышел 30 мая, в преддверии выпуска новой книги из серии Corriere della Sera в сотрудничестве с Кланом Челентано, которая в тот раз была посвящена данному альбому. Это первый клип Челентано, в котором использована 3D-графика.

## Реакция критики
| Оценки критиков      | Оценки критиков |
| Источник             | Оценка          |
| -------------------- | --------------- |
| Коммерсантъ-Weekend  | положительная   |
| Rolling Stone Russia | положительная   |
| Томск. Афиша         | положительная   |
| Music Room           | положительная   |
| La Brigata Lolli     | смешанная       |
| Italica              | положительная   |

 Amazon

 Rate Your Music

 1000plastinok.net

 Guitar Tabs Explorer.com
В результате участия в создании альбома как новых авторов, так и прежних творческих партнёров Челентано, диск был очень тепло встречен публикой и профессиональными критиками. Большинство обозревателей отметило, что альбом, безусловно, получился одним из самых «минорных» в карьере певца. Кроме того, были очень высоко оценены вокал Челентано, тематика текстов песен, приятные гармонические обороты и качество аранжировок. Многими критиками было отмечено удачное сочетание голоса с текстами Могола и мелодиями Джанни Белла. Музыкальный обозреватель Борис Барабанов тоже дал положительную оценку, отметив:
«Адриано Челентано выпустил новый альбом с песнями, сочинёнными его традиционными партнёрами — авторским дуэтом „Могол — Джанни Белла“. Если нужен пример идеального сочетания певца и его компаньонов-авторов, то эта бригада — едва ли не первое, что приходит в голову. Без пяти минут семидесятилетний Челентано давно не поёт боевиков вроде „24.000 baci“ или диско в духе „Amore no“, в его жизни — время баллад, время подведения итогов и формулирования неутешительных выводов. Песни, которые сочиняют ему Белла и Могол, подходят для этого времени как нельзя лучше. С годами трио становится только крепче».
Критик Александр Арляпов подчеркнул разнообразие музыкальных направлений, присутствующих в альбоме:

«Не вставай, любимая, наше дело дрянь», — примерно так озаглавил Челентано свой новый мизантропический бриллиант. И в одно только это название он вложил такой глубокий смысл, который можно и не оценить, не пожив с его.

Баллады на альбоме представлены на любой вкус. Тут тебе и сдобренная аккордеоном уэйтсовская хрипотца в «Aria… non se piu tu», и задушевный прочувствованный итоговый хит «Hai bucato la mia vita», и трогательный трибьют Анне Маньяни, и святая простота «Ragazzo del sud» […] Однако самое сильное впечатление производит «La situazione non è buona», написанная Франческо Трикарико и полная усталой обиды на весь мир. Нужно быть очень старым, очень мудрым и очень хорошим поп-артистом, чтобы с такой пронзительной мощью петь: «В политике ситуация не лучшая, в экономике ситуация не лучшая, и с моей любовью тоже не всё хорошо».— А. Арляпов

## Коммерческий успех альбома
В Италии было продано около 320 тысяч экземпляров альбома. Спустя один день после появления альбома на сайте iTunes, диск в течение месяца находился в топ-5 крупнейшего музыкального интернет-магазина. Через два месяца после выхода альбом стал четвёртым платиновым диском в творчестве певца. Кроме того, диск пробыл девять недель в чарте European Top 100 Albums. В 2008 году альбом был номинирован на российскую премию «Рекордъ» в категории «Альбом легенды (зарубежные исполнители)». В мае того же года диск находился на втором месте в рейтинге «Десять самых продаваемых CD» в категории «Поп-музыка» по версии газеты «Легионер Weekly».
Согласно хит-параду, проведённому сайтом Celentano.ru, альбом находится на первом месте и считается самым удачным в карьере исполнителя.

## Комплектация и оформление
В альбом вошло десять новых композиций и один бонус-трек. Dormi amore, la situazione non è buona был издан в трёх вариантах: обычный CD, CD DigiPak и LP. К официальному изданию альбома прилагается буклет, содержащий фотографии, список авторов альбома и участников записи, а также тексты песен.
Агрессивная и воинственная обложка альбома является резким контрастом спокойным и мелодичным композициям — на ней Челентано изображён в образе боксёра с напряжённым лицом, обнажённым торсом, стиснутыми зубами и тяжёлым взглядом. Подобным образом оформлен и весь буклет альбома — в изображениях преобладают серо-голубые тона. Обложку придумал и нарисовал итальянский художник Вайнер Ваккари (итал. Wainer Vaccari), который объяснил этот образ так:

Это возвращение чемпиона, который родился борцом и никогда не перестанет бороться, защищая то, во что он верит.
Оригинальный текст (итал.)Il ritorno di un campione — dice l’artista — un combattente nato che non smetterà mai di lottare per difendere ciò in cui crede.— Ваккари
Согласно утверждению Ваккари, Челентано «выходит на ринг», как бы готовясь к бою против загрязнения окружающей среды, экономических и политических проблем, о чём и поётся в его песнях. Обложка была создана художником в рамках серии полотен, в которых он изобразил в подобном стиле таких известных боксёров, как Ларри Холмс, Марвин Хаглер и Майк Тайсон.

## Список композиций
| №   | Название                                            | Текст песни         | Музыка                      | Длительность |
| --- | --------------------------------------------------- | ------------------- | --------------------------- | ------------ |
| 1.  | «Hai bucato la mia vita» (Ты разбила мою жизнь)     | Могол               | Джанни Белла                | 4:58         |
| 2.  | «Aria… non sei più tu» (Воздух уже не тот)          | Лоренцо Джованотти  | Даниель Вулетич             | 4:28         |
| 3.  | «Dormi amore» (Спи, любовь)                         | Могол               | Джанни Белла                | 5:31         |
| 4.  | «La situazione non è buona» (Ситуация не в порядке) | Франческо Трикарико | Франческо Трикарико         | 5:16         |
| 5.  | «Ragazzo del sud» (Парень с юга)                    | Доменико Модуньо    | Доменико Модуньо            | 5:34         |
| 6.  | «Vorrei sapere» (Хочу знать)                        | Могол               | Джанни Белла, Розарио Белла | 4:04         |
| 7.  | «Anna Magnani» (Анна Маньяни)                       | Винченцо Черами     | Кармен Консоли              | 4:08         |
| 8.  | «Fiori» (Цветы)                                     | Неффа               | Неффа                       | 3:06         |
| 9.  | «Fascino» (Очарование)                              | Могол               | Джанни Белла                | 3:54         |
| 10. | «I tuoi artigli» (Твои когти)                       | Могол               | Джанни Белла                | 2:59         |
| 11. | «Extra» (Bonus)                                     | —                   | —                           | 4:47         |

## Список синглов
| №  | Название                                      | Автор(ы)                            | Длительность |
| -- | --------------------------------------------- | ----------------------------------- | ------------ |
| 1. | «Hai bucato la mia vita» (1 ноября 2007 года) | Могол, Джанни Белла                 | 4:58         |
| 2. | «Dormi amore» (11 января 2008 года)           | Могол, Джанни Белла                 | 5:31         |
| 3. | «Aria… non sei più tu» (май 2008 года)        | Лоренцо Джованотти, Даниель Вулетич | 4:28         |
| 4. | «Fiori» (май 2008 года)                       | Неффа                               | 3:06         |

## Участники
| |  |  |  |  |
| Слева направо: Людовико Эйнауди, Адриано Челентано, Джанни Коша, Винни Колаюта и Стефано Ди Баттиста |  |  |  |  |

В создании альбома принимали участие:

### Музыканты
| - Адриано Челентано — вокал (дорожки 1—11), бэк-вокал (дорожки 4, 6, 10), продюсирование. - Антонелла Пепе (итал. Antonella Pepe) — бэк-вокал (дорожки 1—4, 6). - Сильвио Поццоли (итал. Silvio Pozzoli) — бэк-вокал (дорожки 1, 3, 4, 6). - Лука Веллетри (итал. Luca Velletri), Морено Феррара (итал. Moreno Ferrara) — бэк-вокал (дорожки 3, 4, 6). - Лола Фегали (англ. Lola Feghaly) — бэк-вокал (дорожки 4, 6). - Людовико Эйнауди — фортепиано (дорожка 1). - Майкл Томпсон (итал. Michael Thompson) — гитара (дорожки 1—10). - Массимо Варини (итал. Massimo Varini) — гитара (дорожки 1—6, 9, 10). - Нил Стьюбенхаус (англ. Neil Stubenhaus) — бас-гитара (дорожки 1, 2, 4—6, 10). - Роберто Галлинелли (итал. Roberto Gallinelli) — бас-гитара (дорожки 3, 9). - Джанни Коша (итал. Gianni Coscia) — аккордеон (дорожки 2, 5). - Винни Колаюта — ударная установка (дорожки 1, 2, 4—6, 10). - Леле Мелотти (итал. Lele Melotti) — ударная установка (дорожки 3, 9). - Стефано Ди Баттиста — саксофон (дорожка 7). | - Марчелло Ди Леонардо (итал. Marcello Di Leonardo) — ударная установка (дорожка 7). - Рокко Дзифарелли (итал. Rocco Zifarelli) — гитара, мандолина (дорожка 7). - Дарио Россильоне (итал. Dario Rosciglione) — контрабас (дорожка 7). - Ленни Кастро (итал. Lenny Castro) — перкуссия (дорожка 8). - Реджи Хэмилтон (англ. Reggie Hamilton) — бас-гитара (дорожка 8). - Майкл Ландау (англ. Michael Landau) — гитара (дорожка 8). - Алекс Алессандрони (итал. Alex Alessandroni) — фортепиано, клавинет (дорожка 8). - Джон Бисли (англ. John Beasley) — клавишные, орган Хаммонда (дорожка 8). - Эйб Лабориел-младший (англ. Abe Laboriel Jr.) — ударная установка (дорожка 8). - Микеле Канова (итал. Michele Canova Lorfida) — аранжировка (дорожка 8). - Челсо Валли (итал. Celso Valli) — фортепиано, клавишные (дорожки 1, 2, 4—6, 10), аранжировки (дорожки 1, 2, 4—7, 10). - Фио Дзанотти (итал. Fio Zanotti) — фортепиано, клавишные, аранжировки, синтезатор (дорожки 3, 9). |

### Технический персонал
- Клаудия Мори — главный координатор.
- Лука Биньярди (итал. Luca Bignardi) — программирование.
- Пино Пискетола (итал. Pino Pischetola) — сведение.
- Вайнер Ваккари (итал. Wainer Vaccari) — оформление обложки и буклета.

## Технические данные
Регистрация:
- Officine Meccaniche Recording Studios[англ.], Милан.
- Forum Music Village[англ.], Рим.
- Studi Quattro 1, Рим.
- Blues Studio, Мондзуно.
- Henson Recording Studios[англ.], Лос-Анджелес, США.
- Sage Studios, Лос-Анджелес, США.

Запись:
- Air Studio/Clan Celentano, Гальбьяте (LC).

## Чарты и сертификации
| Страна    | Позиция |
| --------- | ------- |
| Италия    | 2       |
| Швейцария | 21      |

| Италия  | Италия | Италия | Италия | Италия | Италия | Италия | Италия | Италия | Италия | Италия | Италия | Италия | Италия | Италия | Италия | Италия | Италия | Италия | Италия | Италия | Италия | Италия |
| Неделя  | 01     | 02     | 03     | 04     | 05     | 06     | 07     | 08     | 09     | 10     | 11     | 12     | 13     | 14     | 15     | 16     | 17     | 18     | 19     | 20     | 21     | 22     |
| ------- | ------ | ------ | ------ | ------ | ------ | ------ | ------ | ------ | ------ | ------ | ------ | ------ | ------ | ------ | ------ | ------ | ------ | ------ | ------ | ------ | ------ | ------ |
| Позиция | 2      | 2      | 4      | 7      | 5      | 7      | 6      | 6      | 7      | 10     | 14     | 22     | 24     | 25     | 40     | 45     | 43     | 40     | 66     | 66     | -      | 81     |

| Страна (2007) | Позиция |
| ------------- | ------- |
| Италия        | 13      |

| Страна | Статус     | Продажи/отгрузки |
| ------ | ---------- | ---------------- |
| Италия | Платиновый | 320000           |

### Комментарии
1. ↑  Также была выпущена версия диска, к которой прилагалась новая книга из серии Corriere della Sera, посвящённая альбому[41].
2. ↑  В своём интервью художник признался, что был приглашён по инициативе Клаудии Мори, но с самим Челентано он не виделся[42].
3. ↑  Список участников записи альбома приведён в соответствии с данными, опубликованными в официальном буклете альбома.